# Brachauchenius
Brachauchenius lucasi
Genre
Espèce
Brachauchenius (littéralement « cou court ») est un genre fossile de pliosaures ayant vécu durant le Crétacé supérieur dans ce qui est aujourd'hui l'Amérique du Nord. Une seule espèce est connue, Brachauchenius lucasi, décrite en 1903 à partir de fossiles découverts au Kansas.

## Découverte

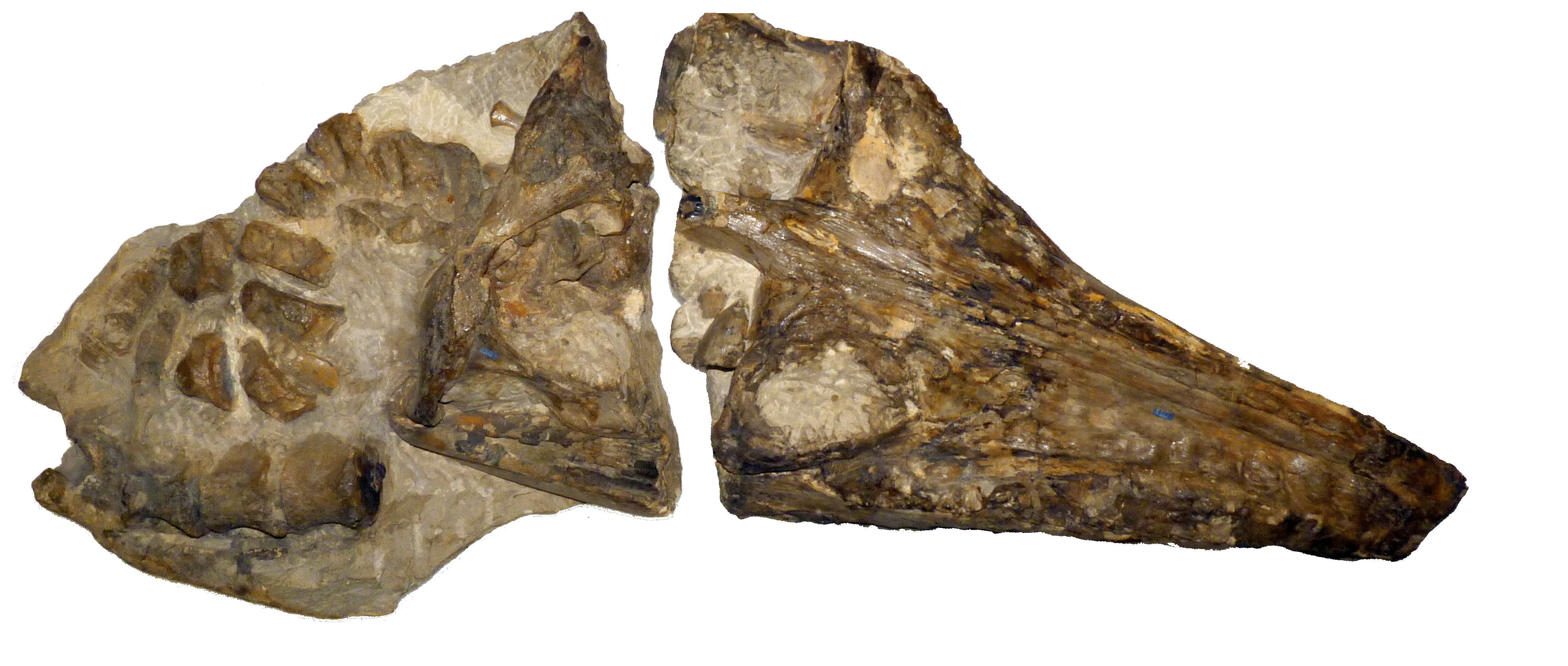
USNM 2361, le deuxième crâne connu de B. lucasi.

Le premier spécimen connu (catalogué USNM 4989) fut collecté en 1884 par Charles Hazelius Sternberg dans le comté d'Ottawa, au Kansas,. Le fossile en question a une longueur de crâne d'environ 90 cm et l'espèce proposée a été nommée en 1903 par Samuel Wendell Williston,.
Un spécimen plus grand (catalogué FHSM VP-321 et ayant une longueur du crâne de 1,5 m) fut collecté par George F. Sternberg en 1952 à Fairport Chalk du comté de Russell, Kansas, et décrit plus tard par Kenneth Carpenter. Schumacher et Everhart (2005) ont rapporté l'âge et la localité des deux spécimens du Kansas. On estime que ce pliosaure mesurait entre 6 et 9 mètres de longueur. Cependant, ce spécimen a été plus tard réaffecté à son propre genre et espèce, Megacephalosaurus eulerti, en 2013.
En 2013, Benson et al. rattache un crâne partiel du Chalk Group of England (précédemment appelé Polyptychodon) à une espèce indéterminée de Brachauchenius.

## Description
L'espèce type, Brachauchenius lucasi, vivait dans la voie maritime intérieure de l'Ouest d'Amérique du Nord il y a entre 100,5 et 89,3 millions d'années, du Cénomanien au Turonien du Crétacé. Un spécimen plus ancien datant du Barrémien de Colombie est considéré comme faisant partie de ce genre, représentant la première réapparition des pliosaures non rhomaleosauridés après un hiatus berriasien-hautérivien. Cependant, une analyse ultérieure de ce spécimen colombien montre qu'il est suffisamment distinctif pour justifier un nouveau genre et une nouvelle espèce, nommée Stenorhynchosaurus munozi.

## Classification

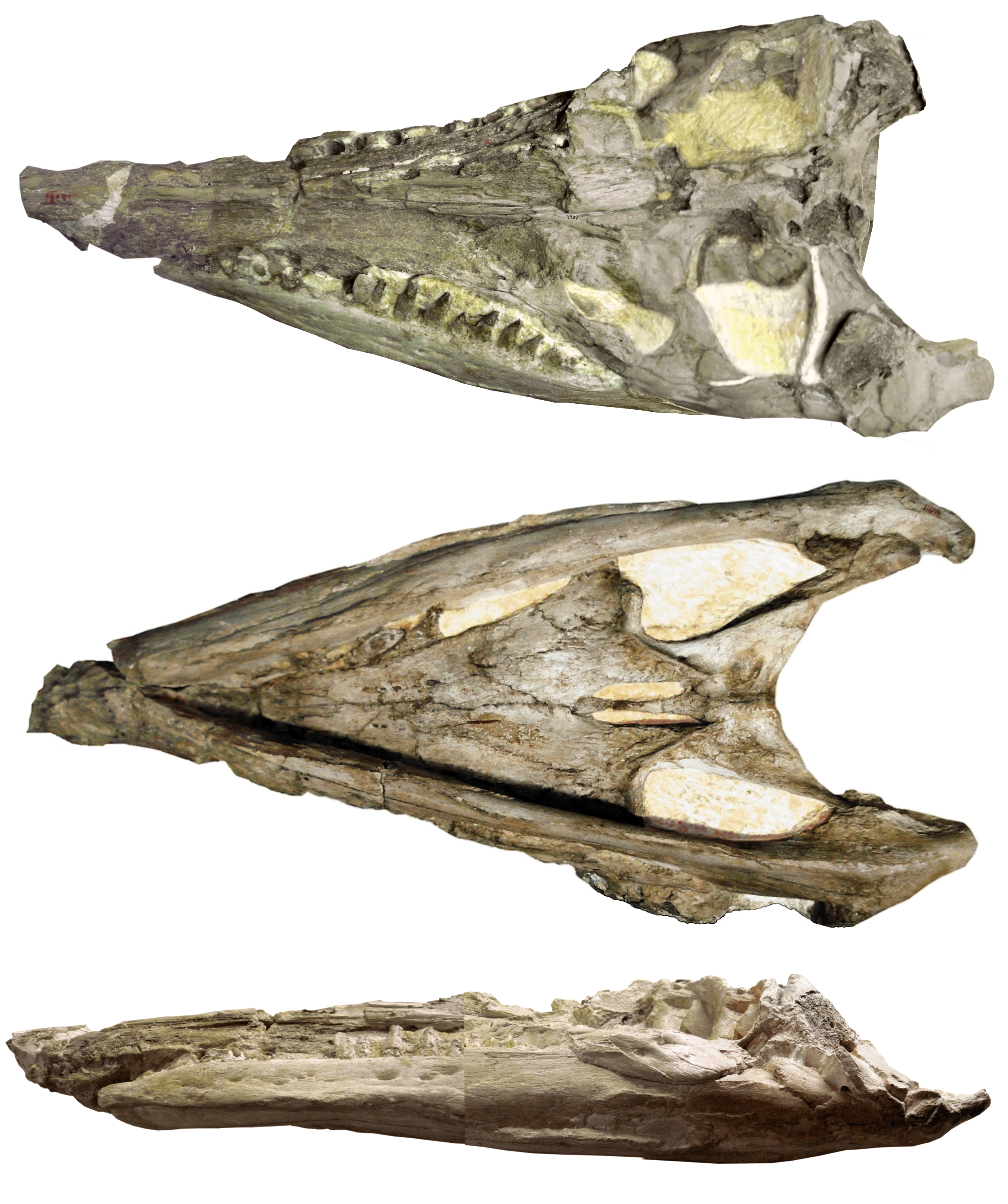
Crâne holotype de B. lucasi en vues dorsale, palatine et latérale.

Le cladogramme de la sous-famille Brachaucheninae ci-dessous est basée d'après Madzia et al. (2018) : 
|  | Megacephalosaurus                |
|  |                                  |
|  | 'Polyptychodon' (DORK/G/1-2)     |
|  |                                  |
|  | \| \| Brachauchenius \| \| \| \| |
|  |                                  |
|  | Brachauchenius                   |
|  |                                  |

|  | Brachauchenius |
|  |                |

|  | Megacephalosaurus                |
|  |                                  |
|  | 'Polyptychodon' (DORK/G/1-2)     |
|  |                                  |
|  | \| \| Brachauchenius \| \| \| \| |
|  |                                  |
|  | Brachauchenius                   |
|  |                                  |

|  | Brachauchenius |
|  |                |

|  | Megacephalosaurus                |
|  |                                  |
|  | 'Polyptychodon' (DORK/G/1-2)     |
|  |                                  |
|  | \| \| Brachauchenius \| \| \| \| |
|  |                                  |
|  | Brachauchenius                   |
|  |                                  |

|  | Brachauchenius |
|  |                |

|  | Megacephalosaurus                |
|  |                                  |
|  | 'Polyptychodon' (DORK/G/1-2)     |
|  |                                  |
|  | \| \| Brachauchenius \| \| \| \| |
|  |                                  |
|  | Brachauchenius                   |
|  |                                  |

|  | Brachauchenius |
|  |                |

|  | Megacephalosaurus                |
|  |                                  |
|  | 'Polyptychodon' (DORK/G/1-2)     |
|  |                                  |
|  | \| \| Brachauchenius \| \| \| \| |
|  |                                  |
|  | Brachauchenius                   |
|  |                                  |

|  | Brachauchenius |
|  |                |

|  | Megacephalosaurus                |
|  |                                  |
|  | 'Polyptychodon' (DORK/G/1-2)     |
|  |                                  |
|  | \| \| Brachauchenius \| \| \| \| |
|  |                                  |
|  | Brachauchenius                   |
|  |                                  |

|  | Brachauchenius |
|  |                |

|  | Megacephalosaurus                |
|  |                                  |
|  | 'Polyptychodon' (DORK/G/1-2)     |
|  |                                  |
|  | \| \| Brachauchenius \| \| \| \| |
|  |                                  |
|  | Brachauchenius                   |
|  |                                  |

|  | Brachauchenius |
|  |                |

|  | Megacephalosaurus                |
|  |                                  |
|  | 'Polyptychodon' (DORK/G/1-2)     |
|  |                                  |
|  | \| \| Brachauchenius \| \| \| \| |
|  |                                  |
|  | Brachauchenius                   |
|  |                                  |

|  | Brachauchenius |
|  |                |

|  | Megacephalosaurus                |
|  |                                  |
|  | 'Polyptychodon' (DORK/G/1-2)     |
|  |                                  |
|  | \| \| Brachauchenius \| \| \| \| |
|  |                                  |
|  | Brachauchenius                   |
|  |                                  |

|  | Brachauchenius |
|  |                |

|  | Megacephalosaurus                |
|  |                                  |
|  | 'Polyptychodon' (DORK/G/1-2)     |
|  |                                  |
|  | \| \| Brachauchenius \| \| \| \| |
|  |                                  |
|  | Brachauchenius                   |
|  |                                  |

|  | Brachauchenius |
|  |                |

|  | Megacephalosaurus                |
|  |                                  |
|  | 'Polyptychodon' (DORK/G/1-2)     |
|  |                                  |
|  | \| \| Brachauchenius \| \| \| \| |
|  |                                  |
|  | Brachauchenius                   |
|  |                                  |

|  | Brachauchenius |
|  |                |

|  | Megacephalosaurus                |
|  |                                  |
|  | 'Polyptychodon' (DORK/G/1-2)     |
|  |                                  |
|  | \| \| Brachauchenius \| \| \| \| |
|  |                                  |
|  | Brachauchenius                   |
|  |                                  |

|  | Brachauchenius |
|  |                |

|  | Megacephalosaurus                |
|  |                                  |
|  | 'Polyptychodon' (DORK/G/1-2)     |
|  |                                  |
|  | \| \| Brachauchenius \| \| \| \| |
|  |                                  |
|  | Brachauchenius                   |
|  |                                  |

|  | Brachauchenius |
|  |                |

|  | Megacephalosaurus                |
|  |                                  |
|  | 'Polyptychodon' (DORK/G/1-2)     |
|  |                                  |
|  | \| \| Brachauchenius \| \| \| \| |
|  |                                  |
|  | Brachauchenius                   |
|  |                                  |

|  | Brachauchenius |
|  |                |

|  | Megacephalosaurus                |
|  |                                  |
|  | 'Polyptychodon' (DORK/G/1-2)     |
|  |                                  |
|  | \| \| Brachauchenius \| \| \| \| |
|  |                                  |
|  | Brachauchenius                   |
|  |                                  |

|  | Brachauchenius |
|  |                |

|  | Megacephalosaurus                |
|  |                                  |
|  | 'Polyptychodon' (DORK/G/1-2)     |
|  |                                  |
|  | \| \| Brachauchenius \| \| \| \| |
|  |                                  |
|  | Brachauchenius                   |
|  |                                  |

|  | Brachauchenius |
|  |                |

## Extinction
Brachauchenius représente la dernière occurrence connue d'un pliosaure en Amérique du Nord.